# Kleineichhölzchen
Kleineichhölzchen ist eine Ortschaft in der Gemeinde Wipperfürth im Oberbergischen Kreis im Regierungsbezirk Köln in Nordrhein-Westfalen (Deutschland).

## Lage und Beschreibung
Der Ort liegt im Westen der Stadt Wipperfürth. In der Ortschaft entspringt ein Nebengewässer des Siebenborner Siefens. Nachbarorte sind Peddenpohl, Ritzenhaufe, Wüstemünte, Finkelnburg und Wipperfürth.
Politisch wird Kleineichhölzchen durch den Direktkandidaten des Wahlbezirks 8 (080) Siebenborn im Rat der Stadt Wipperfürth vertreten.

## Geschichte
Die Topographische Aufnahme der Rheinlande von 1825 zeigt auf umgrenztem Hofraum unter dem Namen „Eicholz“ drei getrennt voneinander liegende Grundrisse. In der Preußischen Uraufnahme von 1840 lautet die Ortsbezeichnung „Eichhölzchen“. Ab der amtlichen topografischen Karte (Preußische Neuaufnahme) von 1894 bis 1896 wird die Ortsbezeichnung Kleineichhölzchen verwendet.
Ein Fußfall aus Sandstein, entstanden Anfang des 19. Jahrhunderts, steht am Hohlweg nach Wipperfürth.

## Busverbindungen
Über die Haltestelle Hämmern der Linie 336 (VRS/OVAG) ist Kleineichhölzchen an den öffentlichen Personennahverkehr angebunden.